# 巴拉望省

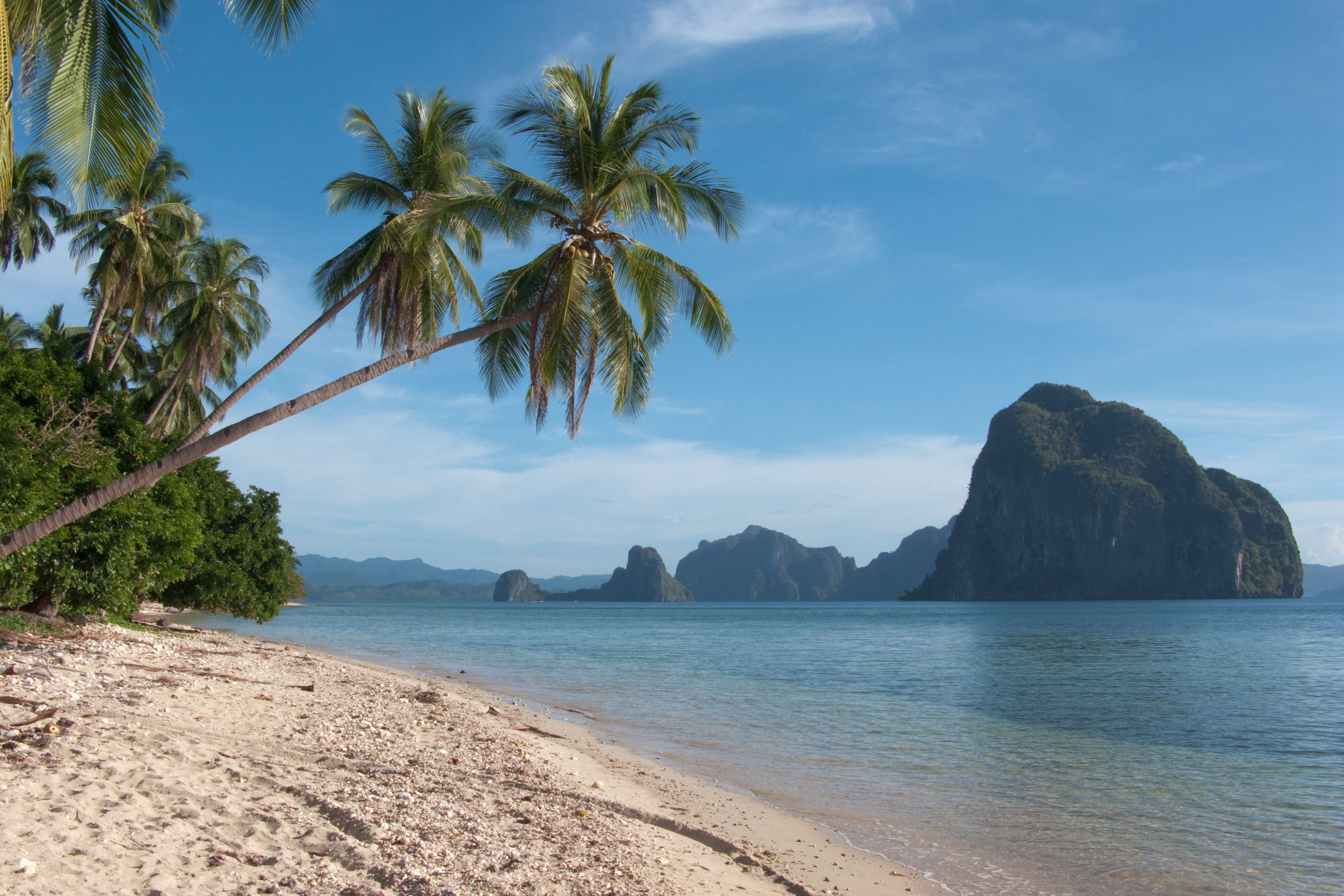
巴拉望省

巴拉望省（Palawan），是菲律宾民马罗巴区下属的一个省，由主岛巴拉望岛，以及周边的卡拉棉群岛（1,753平方公里）、库约群岛、巴拉巴克岛等小岛组成，南隔巴拉巴克海峡与加里曼丹岛相望。另外，菲律宾声称部分南沙群岛（卡拉延群島）也归属该省。
巴拉望省总面积约1.7万平方公里，是菲律宾面积最大的省，人口约90万，首府和最大城市为巴拉望岛中部的普林塞萨港（公主港）。
2018年8月29日，菲律賓眾議院通過了將巴拉望省重劃的法案，2019年4月5日，時任菲律賓總統也簽署了該項法案。2021年的公民投票中，提议被当地居民否决。

## 人口
该岛大部分是巴塔族（Batah）、巴拉望族、塔巴努亚斯族（Tagbanuas）的林区故乡。米沙鄢人、他加禄人（Tagalog）、伊洛克人（Ilocano）和比科拉诺人（Bicolano）等基督徒移民已定居於北部和东部。南部有一些摩洛人（穆斯林）村落。